# هدر باون
هدر باون (انگلیسی: Heather Bown؛ زادهٔ ۲۹ نوامبر ۱۹۷۸) بازیکن والیبال اهل آمریکا است عضو سابق تیم ملی والیبال زنان ایالات متحده آمریکا از سال ۲۰۰۰ تا ۲۰۱۲ و بازیکن فعلی باشگاه زنیت کازان است. هدر در المپیک ۲۰۰۸ با آمریکا به مدال نقره دست یافت. از دیگر افتخارات او در رده ملی چهار قهرمانی جایزه بزرگ جهان، و مدال نقره قهرمانی جهان ۲۰۰۲ برلین است.